# Recopa Sudamericana 2020
La Recopa Sudamericana 2020 è stata la ventottesima edizione della Recopa Sudamericana. Si è trattata di una finale con partite di andata e ritorno tra i vincitori della Coppa Libertadores dell'anno precedente e i vincitori della Coppa Sudamericana dell'anno precedente, ossia il Flamengo e l'Independiente del Valle.
Il Flamengo ha conquistato il torneo per la prima volta nella propria storia, pareggiando per 2-2 all'andata e vincendo per 3-0 al ritorno.

## Tabellini

### Andata
| Arbitro: | Leodán González |

|                                    |           |                              |
| Murillo 20’ Pellerano 90+1’ (rig.) | Marcatori | 65’ Bruno Henrique 85’ Pedro |

### Ritorno
| Arbitro: | Fernando Rapallini |

|                                     |           |  |
| Gabriel Barbosa 19’ Gerson 62’, 89’ | Marcatori |  |